# Aïda (film, 1953)
Pour les articles homonymes, voir Aïda.
Pour plus de détails, voir Fiche technique et Distribution.
Aïda (Aida en italien) est un film italien réalisé par Clemente Fracassi en 1953. C'est l'adaptation cinématographique de l'opéra Aida de Giuseppe Verdi. Sophia Loren, qui interprète le rôle de la princesse éthiopienne, est doublée pour les scènes chantées par la voix de Renata Tebaldi.

## Synopsis
Le synopsis est tiré de l'argument de l'opéra de Giuseppe Verdi, Aida.

## Fiche technico-artistique
Réalisé par Clemente Fracassi, le film est produit par Gregor Rabinovitch et Federico Teti. Le scénario est une adaptation par Fracassi, Carlo Castelli, Anna Gobbi et Giorgio Salviucci du livret d'Antonio Ghislanzoni. La photographie est de Piero Portalupi, les décors de Flavio Mogherini et Ditta Rancati et les costumes de Maria De Matteis.Le montage est de Mario Bonotti. Tourné en italien dans un format couleurs, sa durée est de 100 minutes.

## Distribution
Les acteurs principaux, Sophia Loren (Aida), Lois Maxwell (Amneris), Luciano Della Marra (Radamès), Afro Poli (Amonasro) et Antonio Cassinelli (Ramfis) sont doublés par les voix de Renata Tebaldi (Aida), Ebe Stignani (Amneris), Giuseppe Campora (Radamès), Gino Bechi (Amonasro) and Giulio Neri (Ramfis). Les autres rôles sont tenus par Enrico Formichi (le pharaon), Domenico Balini (le messager - voix : Paolo Caroli), Marisa Valenti  (une servante - voix : Giovanna Russo), Marisa Ciampaglia (une esclave), George Petroff (un guerrier éthiopien), Alba Arnova (une danseuse), Víctor Ferrari (deuxième danseur), Ciro di Pardo (troisième danseur).

## Bande originale
La musique de Giuseppe Verdi est jouée par l'Orchestre symphonique national de la RAI est dirigé par Giuseppe Morelli.

## Chorégraphie
Yvette Chauviré et Léonide Massine dansent avec le ballet de l'opéra de Rome sur une chorégraphie de Margarete Wallmann.

## Présentation
Sorti le 23 octobre 1953 en Italie, le film est présenté le 8 octobre 1954 au public américain et donné le 19 décembre 1954 dans les salles françaises. Le film existe en DVD[réf. nécessaire].

## Distinctions
Aïda est présenté hors compétition au Festival de Cannes 1987.

## Autour du film
Aïda est le premier film d'opéra à grand spectacle en couleurs. Renata Tebaldi était prévue à l'origine pour jouer Aida, mais elle décida de ne pas apparaître dans le film. Gina Lollobrigida fut aussi pressentie avant que Sophia Loren, dont c'était le premier grand rôle, ne soit choisie. La performance de Sophia Loren fut acclamée par la critique.